# Ävön
Ävön, finska: Kili, är en ö i Finland. Den ligger i Finska viken och i kommunen Kyrkslätt i landskapet Nyland, i den södra delen av landet. Ön ligger omkring 37 kilometer sydväst om Helsingfors.
Öns area är 7,2 hektar och dess största längd är 470 meter i sydväst-nordöstlig riktning.